# PlayOnLinux
PlayOnLinux là một frontend cho lớp tương thích phần mềm Wine cho phép người dùng Linux cài đặt các video game dựa trên Windows, Microsoft Office (2000 đến 2010), Microsoft Internet Explorer, cũng như nhiều ứng dụng khác như Apple iTunes và Safari.
Mặc dù ban đầu được phát triển cho các hệ thống dựa trên Linux nó cũng được sử dụng trên macOS và FreeBSD dưới tên gọi PlayOnMac và PlayOnBSD. Nó cũng có thể được sử dụng trên các hệ điều hành khác được Wine hỗ trợ.

## Nội bộ
PlayOnLinux được phát triển bằng cách sử dụng kết hợp Bash, Python và wxPython.
Hệ thống cung cấp các wrapper shell script xác định cấu hình của Wine cần thiết để cài đặt và chạy một ứng dụng cụ thể.
Nó sử dụng một cơ sở dữ liệu trực tuyến của các tập lệnh để áp dụng cho các ứng dụng khác nhau cần cấu hình đặc biệt; nếu trò chơi không có trong cơ sở dữ liệu, có thể thực hiện cài đặt thủ công. Chương trình có thể được cài đặt và mỗi cái được đặt trong một container (WINEPREFIX) khác nhau để ngăn chặn sự can thiệp của người này với người khác. Điều này mang lại sự cô lập theo cách tương tự như các bottles của CrossOver hoạt động. 
Do đó, các ứng dụng có thể sử dụng các phiên bản và cấu hình khác nhau của Wine khi thích hợp. Việc cài đặt chúng được quản lý bởi chính phần mềm PlayOnLinux mà không yêu cầu cài đặt riêng Wine.
Chương trình cũng cho phép người dùng tạo các phân vùng ảo, trong đó các chương trình cụ thể có thể được cài đặt với các phiên bản và chương trình Wine khác nhau, tương tự như máy tính multi-boot.

### Ngôn ngữ Scripting
PlayOnLinux bao gồm các tính năng nâng cao trong Bash cho phép cộng đồng tạo script dễ dàng bằng cách kiểm soát quá trình cài đặt. Mỗi chương trình được hỗ trợ có script riêng được viết bằng ngôn ngữ này.
Ví dụ, script đơn giản sau sẽ hiện lên một cửa sổ thiết lập với thông báo Hello World:
```
#!/bin/bash

[
 
"
$PLAYONLINUX
"
 
=
 
""
 
]
 
&&
 
exit
 
0

source
 
"
$PLAYONLINUX
/lib/sources"

 

POL_SetupWindow_Init

 

POL_SetupWindow_message
 
"Hello World!"
 
"My first message"

 

POL_SetupWindow_Close

exit

```

- Documentation of PlayOnLinux Bash Lưu trữ ngày 9 tháng 2 năm 2015 tại Wayback Machine

## PlayOnMac
PlayOnMac là một bản port của PlayOnLinux sang macOS do Quentin PÂRIS phát triển cho phép cài đặt và sử dụng các trò chơi và ứng dụng video được thiết kế cho Microsoft Windows có thể hoạt động trên MacOS. PlayOnMac cũng được xây dựng dựa trên dự án Wine.
Giống với PlayOnLinux, các phần mềm trên PlayOnMac sử dụng cơ sở dữ liệu trực tuyến của các trình cài đặt (được gọi là script) được áp dụng cho các ứng dụng khác nhau cần cấu hình riêng biệt. Các script hoạt động như trình cài đặt cho phần mềm mong muốn. Nếu trò chơi hoặc phần mềm không có trong cơ sở dữ liệu, có thể thực hiện cài đặt thủ công nhưng kết quả không thể được đảm bảo. Ngoài các trò chơi, bất kỳ chương trình nào khác cũng có thể được cài đặt và mỗi chương trình được đặt trong một thùng chứa khác nhau để ngăn chặn sự can thiệp của chương trình này với chương trình khác. PlayOnMac cho phép người dùng cài đặt một số ứng dụng Windows phổ biến nhất và nhiều trò chơi.
Như với Wine, việc sử dụng PlayOnMac không yêu cầu cũng như không sử dụng giấy phép Windows.
Giống với PlayOnLinux, PlayOnMac được phát triển bằng cách sử dụng kết hợp Bash, Python và wxPython.